# Tiền Tiến (xã)
Tiền Tiến là một xã thuộc thành phố Hải Dương, tỉnh Hải Dương, Việt Nam.

## Địa lý
Xã Tiền Tiến nằm ở phía đông thành phố Hải Dương, có vị trí địa lý:
- Phía đông giáp huyện Thanh Hà và xã Quyết Thắng
- Phía tây giáp phường Hải Tân và xã Ngọc Sơn với ranh giới là sông Thái Bình
- Phía nam giáp xã Ngọc Sơn và huyện Tứ Kỳ với ranh giới là sông Thái Bình
- Phía bắc giáp phường Nam Đồng và xã Quyết Thắng.

Xã Tiền Tiến có diện tích 10,81 km², dân số năm 2018 là 12.623 người, mật độ dân số đạt 1.168 người/km².

## Lịch sử
Trước đây, xã Tiền Tiến vốn thuộc huyện Thanh Hà, tỉnh Hải Dương.
Ngày 16 tháng 10 năm 2019, Ủy ban Thường vụ Quốc hội ban hành Nghị quyết số 788/NQ-UBTVQH14 về việc sắp xếp các đơn vị hành chính cấp huyện, cấp xã thuộc tỉnh Hải Dương (nghị quyết có hiệu lực từ ngày 1 tháng 12 năm 2019). Theo đó, chuyển toàn bộ diện tích và dân số của xã Tiền Tiến về thành phố Hải Dương quản lý.

## Hành chính
Xã Tiền Tiến được chia thành 3 thôn: Cập Nhất (làng Gọp), Cập Thượng, Du Tái.
Toàn xã có 15 đội, trong đó thôn Du Tái có 4 đội (đội 1, 2, 3, 4), Cập Thượng có 4 đội (đội 5, 6, 7, 8) và Cập Nhất có 7 đội với 5 xóm: xóm Chiền (đội 14), Tràng (đội 13), Trại (đội 11,12), Ngọc Đường (đội 9, 10), Trạm Bơm (đội 15).

## Văn hóa
Chùa Động Ngọ nằm trên địa bàn xã là di tích lịch sử quốc gia. Chùa Đồng Ngọ là một trong hai ngôi chùa cổ nhất của Hải Dương. Quốc sư Khuông Việt đã xây dựng chùa này vào năm 971 theo chiếu lệnh của vua Đinh Tiên Hoàng.
Trống đồng Cập Nhất (làng Gọp) được phát hiện năm 1976.              Chùa Động Liêu (dân gian quen gọi là chùa Đồng Leo) là chùa cổ ở làng Cập Thượng.